# رابین فلچر

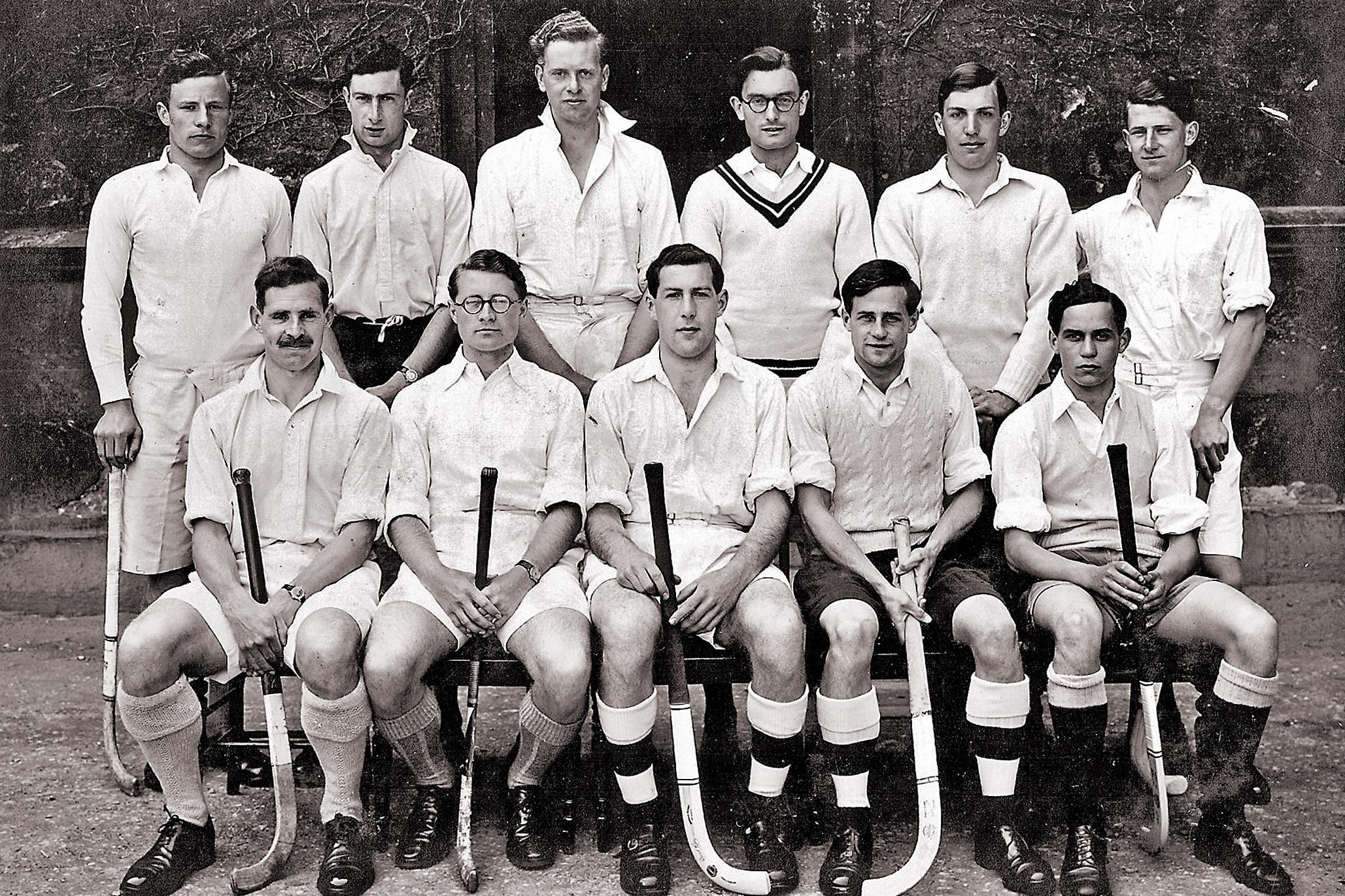
رابین آنتونی فلچر

رابین آنتونی فلچر (انگلیسی: Robin Fletcher; ۳۰ مهٔ ۱۹۲۲ – ۱۵ ژانویهٔ ۲۰۱۶) یک مدیر دانشگاهی بریتانیایی و یک بازیکن هاکی روی چمن بریتانیا بود که در بازی‌های المپیک تابستانی 1952 شرکت کرد.او عضو تیم هاکی روی چمن بریتانیا بود که موفق به کسب مدال برنز شد. او در هر سه بازی به عنوان مهاجم حضور داشت.
فلچر از سال ۱۹۵۰ تا ۱۹۸۹ عضو کالج ترینیتی، آکسفورد بود و بعدها عضو بازنشسته شد. او بین سال های ۱۹۵۱ تا ۱۹۷۴ مقام استادی دانشگاه را با کرسی استادی دانشگاه در زبان یونانی مدرن ترکیب کرد. از سال ۱۹۸۰ تا ۱۹۸۹ او به عنوان سرپرست دانشگاه رودس هاوس، آکسفورد، مسئول اداره دانشگاه رودس هاوس در سال ۲۰۰۷ بود.
از فیلم‌ها یا برنامه‌های تلویزیونی که وی در آن نقش داشته‌است می‌توان به "ام" اشاره کرد.